# Buršice
Buršice jsou malá vesnice, část městyse Kolinec v okrese Klatovy v Plzeňském kraji. Nachází se asi 3,5 kilometru severovýchodně od Kolince. Buršice jsou také název katastrálního území o rozloze 2,21 km². Severně od vesnice pramení Černíčský potok.

## Historie
První písemná zmínka o vesnici pochází z roku 1381.

## Obyvatelstvo
| Rok            | 1869 | 1880 | 1890 | 1900 | 1910 | 1921 | 1930 | 1950 | 1961 | 1970 | 1980 | 1991 | 2001 | 2011 | 2021 |
| -------------- | ---- | ---- | ---- | ---- | ---- | ---- | ---- | ---- | ---- | ---- | ---- | ---- | ---- | ---- | ---- |
| Počet obyvatel | 207  | 181  | 188  | 165  | 153  | 160  | 155  | 106  | 101  | 82   | 57   | 40   | 23   | 22   | 29   |
| Počet domů     | 28   | 29   | 29   | 28   | 28   | 29   | 29   | 28   | 28   | 24   | 20   | 26   | 27   | 27   | 27   |

## Obecní správa
Při sčítání lidu v letech 1850–1909 Buršice byly osadou obce Brod v okrese Klatovy. V letech 1910–1959 byly samostatnou obcí, se kterým patřily nejprve do okresu Klatovy, ale v roce 1950 v okrese Sušice. Od roku 1960 jsou částí městyse Kolinec opět v okrese Klatovy.

## Galerie

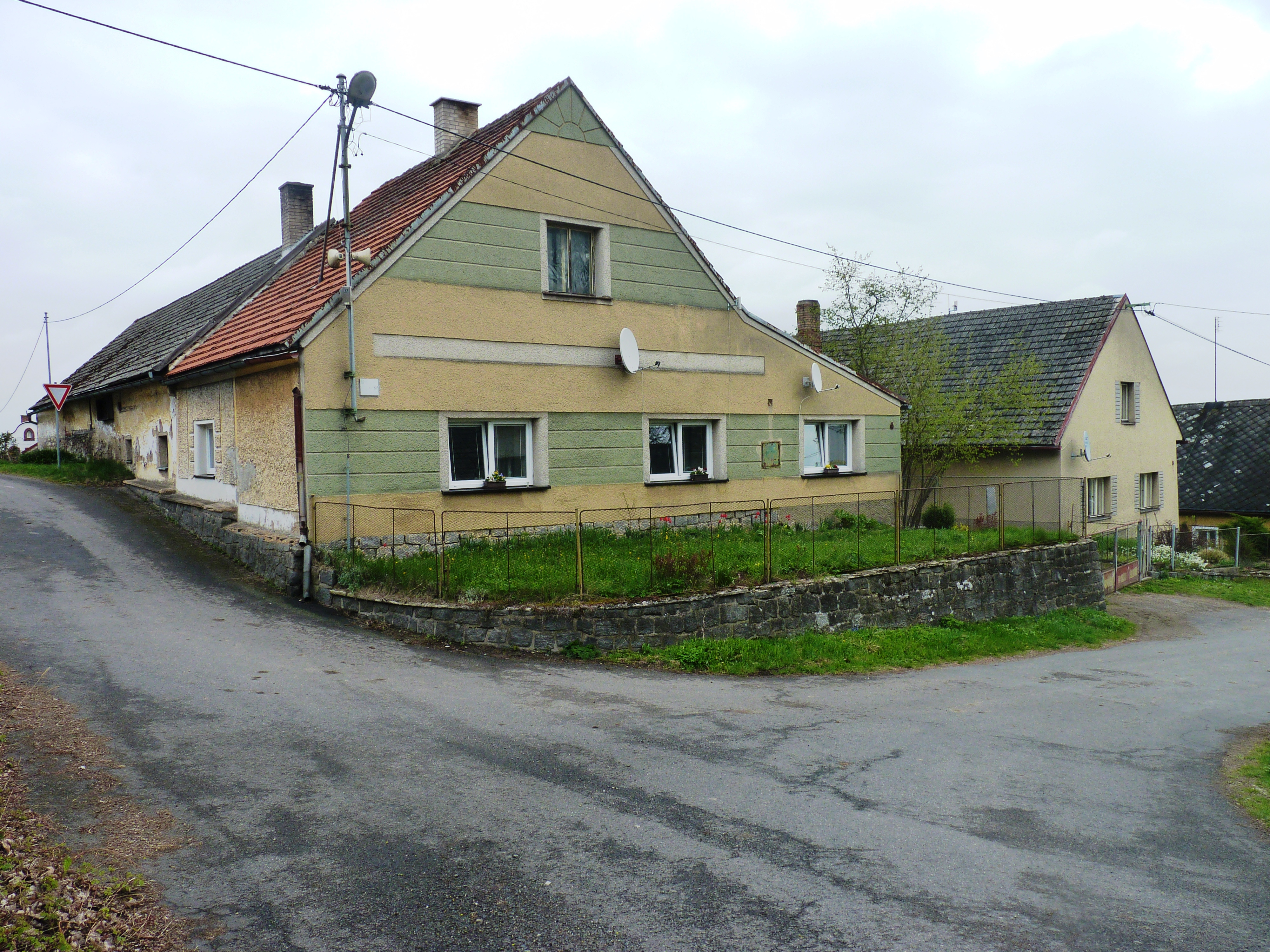
Domy
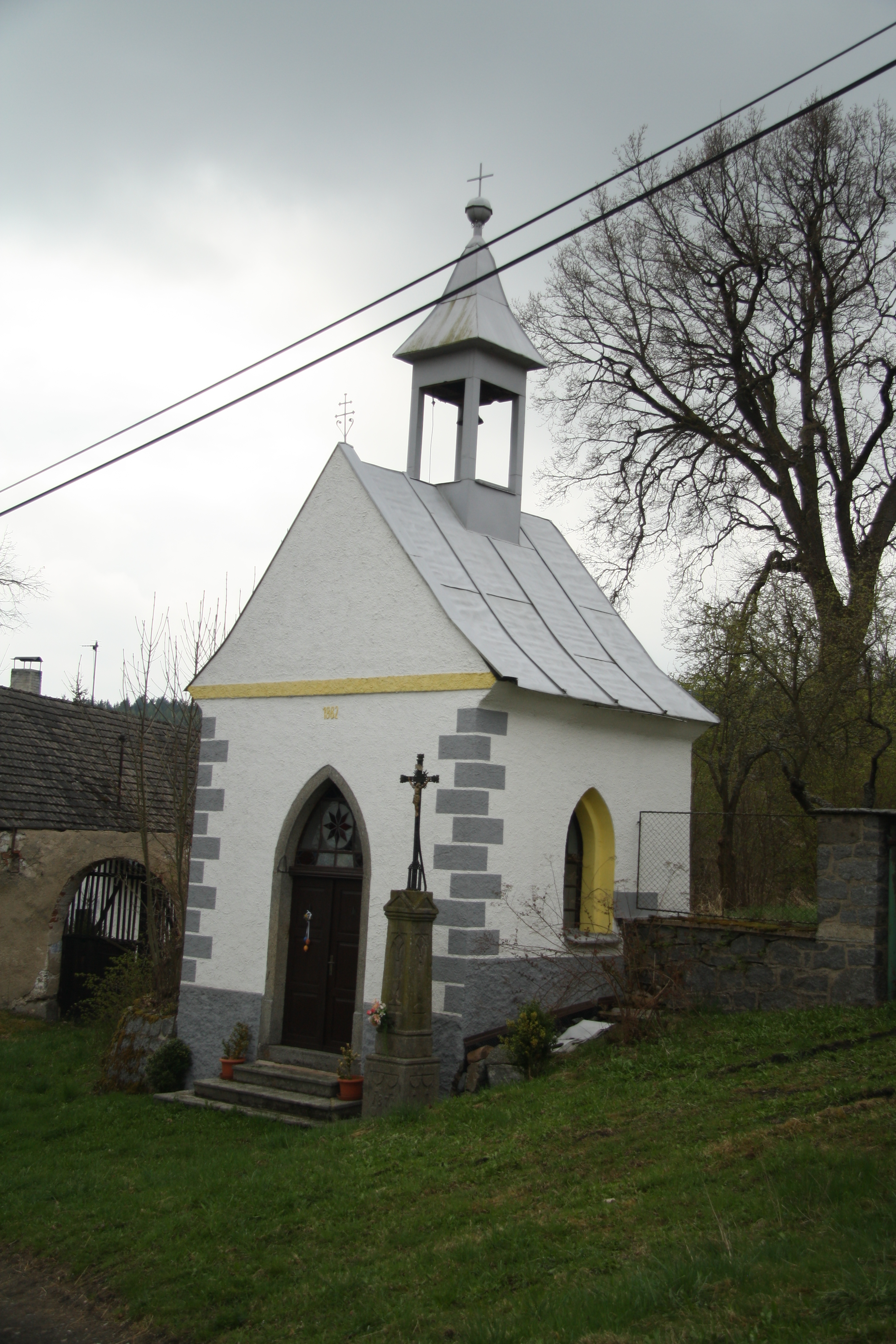
Kaplička
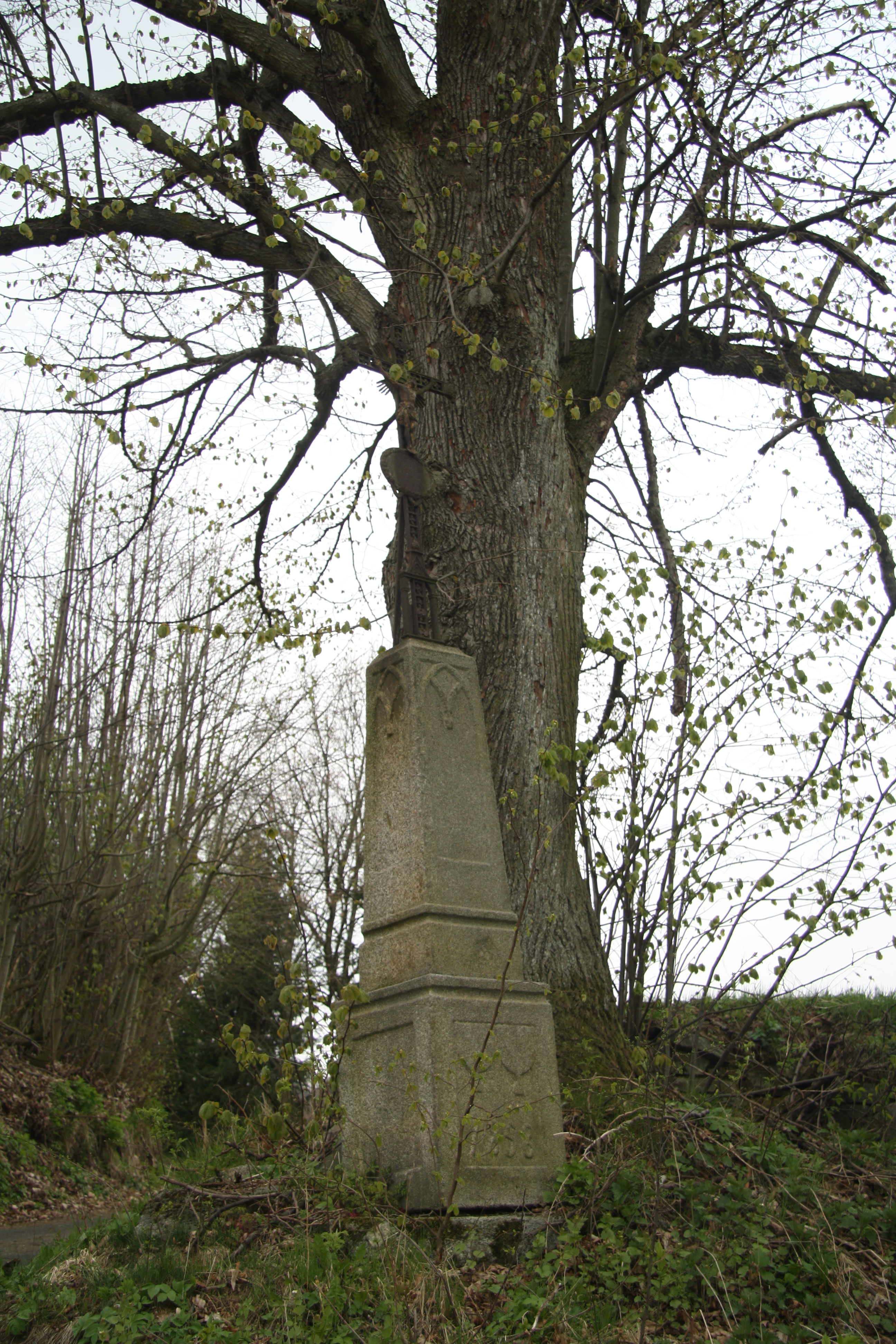
Pomník